# Liste der Baudenkmäler in Ursberg
Auf dieser Seite sind die Baudenkmäler in der bayerischen Gemeinde Ursberg zusammengestellt. Diese Tabelle ist eine Teilliste der Liste der Baudenkmäler in Bayern. Grundlage ist die Bayerische Denkmalliste, die auf Basis des Bayerischen Denkmalschutzgesetzes vom 1. Oktober 1973 erstmals erstellt wurde und seither durch das Bayerische Landesamt für Denkmalpflege geführt wird. Die folgenden Angaben ersetzen nicht die rechtsverbindliche Auskunft der Denkmalschutzbehörde.

## Baudenkmäler nach Ortsteilen

### Ursberg
| Lage                                             | Objekt | Beschreibung | Akten-Nr.     | Bild                                                             |
| ------------------------------------------------ | --- | --- | ------------- | ---------------------------------------------------------------- |
| Dominikus-Ringeisen-Straße 2 (Standort)          | Bräuhaus | Walmdachbau mit Zwerchgiebel, gegliederte Fassade, 1791/92 | D-7-74-116-1  | Bräuhaus                                                         |
| Klosterhof 1 (Standort)                          | Torhaus des ehemaligen Klosters                                                                                               | Walmdachbau, 1723, mit Durchfahrt | D-7-74-116-3  | Torhaus des ehemaligen Klosters                                  |
| Klosterhof 2 (Standort)                          | Mutterhaus der Sankt-Josephs-Kongregation                                                                                     | Stattlicher Neurenaissancebau, viergeschossig mit Mittelrisalit und Ecktürmchen, 1897–99; mit Ausstattung | D-7-74-116-4  | weitere Bilder                                                   |
| Klosterhof 5 (Standort)                          | Ehemalige Klosterkirche der Praemonstratenser-Reichsabtei, jetzt Katholische Pfarrkirche Sankt Johannes Evangelist und Petrus | Im Kern romanische dreischiffige Pfeilerbasilika mit Dreiapsidenschluss um 1225/30, Umbau Mitte 15. Jahrhundert, barockisiert nach Brand 1667–70 und von Joseph Dossenberger 1775–78; Turmunterteil romanisch und von 1414, Oktogon 1622 mit Zwiebelhaube von 1654; mit Ausstattung | D-7-74-116-5  | weitere Bilder                                                   |
| Klosterhof 6, Josefsplatz 1, 1 a, 1 b (Standort) | Ehemaliger Konventbau der Abtei, jetzt Haus Sankt Joseph der Anstalten der Sankt Josephs-Kongregation                         | Dreiflügelanlage auf mittelalterlicher Grundlage, Ausbau ab 1673/74, Südflügel verlängert ab 1885 Am Westflügel Bibliothek von 1793/94 Nach Norden weiterer Flügelbau in Neubarockformen, 1888/89; mit Ausstattung                                                                  | D-7-74-116-6  | weitere Bilder                                                   |
| Klosterhof 8, 9 (Standort)                       | Ehemaliges Hospitium des Klosters, jetzt Wohn- und Geschäftshaus                                                              | Erbaut 1718 | D-7-74-116-9  | Ehemaliges Hospitium des Klosters, jetzt Wohn- und Geschäftshaus |
| Prämonstratenserstraße 5 (Standort)              | Bauernhaus | Satteldachbau, Anfang 19. Jahrhundert | D-7-74-116-7  | Bauernhaus                                                       |
| Prämonstratenserstraße 6 (Standort)              | Ehemaliges Gasthaus | Satteldachbau mit zwei Ecktürmen, 1684 | D-7-74-116-8  | Ehemaliges Gasthaus                                              |
| Prämonstratenserstraße 19 (Standort)             | Wiesmühle | Satteldachbau, im Kern 17. Jahrhundert, Umbau 1891 | D-7-74-116-10 | Wiesmühle                                                        |
| Rudolf-Lang-Straße 1 (Standort)                  | Schule | Satteldachbau mit profiliertem Trauf- und Giebelgesims, 1732 errichtet, Ausbau im 19. Jahrhundert | D-7-74-116-11 | Schule                                                           |
| Thannhauser Straße 7 (Standort)                  | Ölbergkapelle im Anstaltsfriedhof                                                                                             | 1929 anstelle eines barocken Vorgängerbaues errichtet; mit Ausstattung | D-7-74-116-12 | Ölbergkapelle im Anstaltsfriedhof                                |

### Bayersried
| Lage                                                           | Objekt                                   | Beschreibung                                                     | Akten-Nr.     | Bild                                     |
| -------------------------------------------------------------- | ---------------------------------------- | ---------------------------------------------------------------- | ------------- | ---------------------------------------- |
| Baumgarten (Feldweg bei der Joseph-Bernhart-Straße) (Standort) | Herrgottsruh-Kapelle                     | 1911/12; mit Ausstattung; Feldweg bei der Joseph-Bernhard-Straße | D-7-74-116-2  | Herrgottsruh-Kapelle                     |
| Dr.-Rothermel-Straße 8 (Standort)                              | Katholische Kirche Sankt Georg           | Errichtet 1724, Turm 1666; mit Ausstattung                       | D-7-74-116-13 | weitere Bilder                           |
| Friedhofstraße 2 (Standort)                                    | Friedhof                                 | 1826 angelegt                                                    | D-7-74-116-14 | Friedhof                                 |
| St.-Georg-Straße 3 (Standort)                                  | Ehemaliges Amtshaus des Klosters Ursberg | Mansarddachbau, 1733                                             | D-7-74-116-15 | Ehemaliges Amtshaus des Klosters Ursberg |

### Mindelzell
| Lage                                                     | Objekt                                            | Beschreibung                                                                          | Akten-Nr.     | Bild           |
| -------------------------------------------------------- | ------------------------------------------------- | ------------------------------------------------------------------------------------- | ------------- | -------------- |
| Bildsäule (Standort)                                     | Bildsäule                                         | 18. Jahrhundert                                                                       | D-7-74-116-19 | Bildsäule      |
| Heilig-Kreuz-Straße 1 (Standort)                         | Pfarrhaus                                         | Mit steilem Satteldach, 1762                                                          | D-7-74-116-16 | Pfarrhaus      |
| Heilig-Kreuz-Straße 7 (Standort)                         | Katholische Pfarr- und Wallfahrtskirche Hl. Kreuz | Barocke Anlage, 1749/50; mit Ausstattung Friedhof (aufgelöst) und Freitreppe von 1741 | D-7-74-116-17 | weitere Bilder |
| Heilig-Kreuz-Straße 7; Heilig-Kreuz-Straße 11 (Standort) | Pestkreuz                                         | 1888, zum Andenken an die Pestopfer von 1628; westlich der Kirche                     | D-7-74-116-18 | Pestkreuz      |

### Oberrohr
| Lage                                         | Objekt                                    | Beschreibung                                                                         | Akten-Nr.     | Bild           |
| -------------------------------------------- | ----------------------------------------- | ------------------------------------------------------------------------------------ | ------------- | -------------- |
| Kirchberg 10 (Standort)                      | Katholische Filialkirche Sankt Pankratius | Um 1600, Turmuntergeschoss 2. Hälfte 17. Jahrhundert, Oberteil 1738; mit Ausstattung | D-7-74-116-20 | weitere Bilder |
| Kroppenhalde (westlich des Ortes) (Standort) | Feldkapelle                               | 1898/99; westlich des Ortes                                                          | D-7-74-116-21 | weitere Bilder |

### Premach
| Lage                             | Objekt                                | Beschreibung          | Akten-Nr.     | Bild                                  |
| -------------------------------- | ------------------------------------- | --------------------- | ------------- | ------------------------------------- |
| Bgm.-Kerler-Straße 14 (Standort) | Katholische Kapelle Mariä Heimsuchung | 1807; mit Ausstattung | D-7-74-116-22 | Katholische Kapelle Mariä Heimsuchung |